# Cletopsyllus brattstroemi
Cletopsyllus brattstroemi is een eenoogkreeftjessoort uit de familie van de Cletopsyllidae. De wetenschappelijke naam van de soort is voor het eerst geldig gepubliceerd in 1981 door Geddes.